# Delia cilitarsis
Delia cilitarsis är en tvåvingeart som beskrevs av Willi Hennig 1974. Delia cilitarsis ingår i släktet Delia och familjen blomsterflugor.
Artens utbredningsområde är Kanarieöarna. Inga underarter finns listade i Catalogue of Life.